# Fígaro

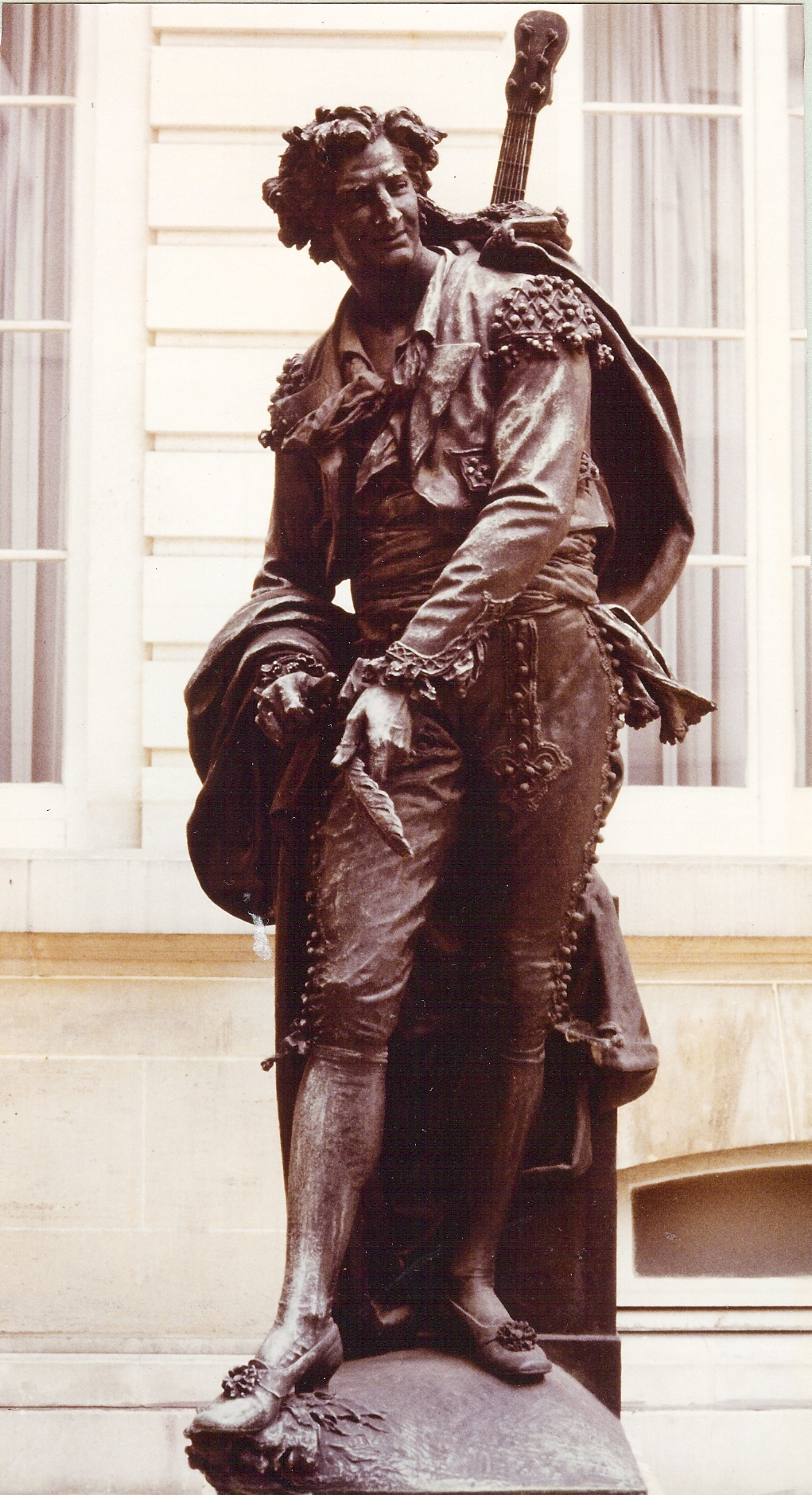
Estàtua de Jean Barnabé Amy on veiem Fígaro amb robes clàssiques de Sevilla i portant una guitarra

Fígaro va ser un personatge creat per Beaumarchais en la seva trilogia dramàtica El barber de Sevilla, Les noces de Fígaro i La mare culpable.
Amb el vestit de barber és el lacai del comte d'Almaviva. Tot i que li han buscat molts pares, Beaumarchais n'és el veritable; els enemics de l'autor van pretendre que s'havia retratat ell mateix en aquell cèlebre personatge, amb el qual no deixava de fer justícia a la seva habilitat i al seu enginy. Fígaro és sempre superior als esdeveniments; lloat pels uns i denigrat pels altres, gaudeix del bon temps i sap posar bona cara als contratemps; es burla dels necis i desafia els malvats; se'n riu de tot per no haver de plorar, i és víctima de les circumstàncies, del seu naixement i de la calúmnia. És conscient de la seva vàlua. Ha tingut tota mena d'oficis, però com que no ha tingut ni protectors ni diners, i com que no pot ser res més, es converteix en un filòsof cínic, burleta i insolent. La seva arma és l'enginy, que talla i punxa. Se'n riu de les ridiculeses i dels prejudicis, i desemmascara les hipocresies amb paraules esmolades, agosarades i desconcertants, impregnades d'un cert matís d'amargor, però sense gens ni mica de fel. A Les noces de Fígaro, ja no és el mateix que a El barber de Sevilla, ja no treballa en benefici dels altres; ja no intriga per amor a la intriga, ho fa per treure'n un profit propi. I encara és més gran la diferència quan pensa que és traït i perd la seva alegria, a voltes fictícia, que fins llavors l'ha sostingut, i exhala queixes contra tot i tothom, fins que es desfà l'engany i triomfa definitivament.
El monòleg en què plora les seves desgràcies va fer que el públic d'aquell temps (1778) veiés en la comèdia molt més del que en realitat hi havia i va ser considerada una obra subversiva, destructora de tota autoritat, i Fígaro es va convertir en un personatge popular, portaveu de les reivindicacions burgeses. Es van exaltar les seves belles qualitats i es van oblidar els seus defectes. Es pot dir que va ser l'heroi teatral de la Revolució.

## Música
Fígaro va donar peu a moltes òperes. Les més famoses són:
- 1782: Giovanni Paisiello, El barber de Sevilla.
- 1786: Wolfgang Amadeus Mozart: Les noces de Fígaro.
- 1816: Gioachino Rossini: El barber de Sevilla.
- 1966: Darius Milhaud: La mare culpable.